# Peace (hitomiのアルバム)
『peace』（ピース）は、日本の歌手hitomiのコンプリート・ベスト・アルバム。

## 概要
- 発売日はデビュー13周年記念日となる2007年12月5日、発売元はエイベックスより本人のプライベートレーベルLOVE LIFE RECORDS。なお、現時点でhitomiのオールタイム・ベストとなっている。
- 「初回限定盤 (3CD+3DVD)」「3CD」「2DVD」の3形態で発売。初回限定盤両盤共にスリーブケース仕様＆ボーナスDVD付。そのDVDはライブ「hitomi LIVE TOUR 2006 "LOVE CONCENT"」のスペシャルエディット映像。
- デビューから全てのシングル曲が収録されている。また、カップリング曲「MADE TO BE IN LOVE」、「BLADE RUNNER」も収録。ちなみに、それまでのPV集に収められていなかった「PRETTY EYES」、「空」、「Progress」および「ヒカリ」以降のPVが本作にて初めて収録されている。
- CDまたは歌詞カードの色はそれぞれ赤、黄、青を基調にしている。

## 収録曲

### CD1
1. Let's Play Winter
作詞：hitomi / 作曲：小室哲哉 / 編曲：小室哲哉 & 久保こーじ
1stシングル
2. WE ARE "LONELY GIRL"
作詞：hitomi / 作曲：小室哲哉 / 編曲：久保こーじ
2ndシングル
3. CANDY GIRL
作詞：hitomi / 作曲：小室哲哉 / 編曲：小室哲哉 & 久保こーじ
3rdシングル
4. GO TO THE TOP
作詞：hitomi / 作曲：小室哲哉 / 編曲：小室哲哉 & 久保こーじ
4thシングル
5. Sexy
作詞：hitomi / 作曲：小室哲哉 / 編曲：小室哲哉
5thシングル
6. In the future
作詞：hitomi・小室哲哉 / 作曲：小室哲哉 / 編曲：小室哲哉
6thシングル
7. by myself
作詞：hitomi / 作曲：小室哲哉 / 編曲：小室哲哉
7thシングル
8. BUSY NOW
作詞：hitomi・前田たかひろ / 作曲：久保こーじ / 編曲：久保こーじ
8thシングル
9. problem
作詞：hitomi / 作曲：小室哲哉 / 編曲：小室哲哉
9thシングル
10. PRETTY EYES
作詞：hitomi / 作曲：小室哲哉 / 編曲：小室哲哉 & 久保こーじ
10thシングル
11. 空
作詞：hitomi / 作曲：hitomi / 編曲：久保こーじ
11thシングル
12. Progress
作詞：hitomi / 作曲：hitomi & 吉俣良 / 編曲：吉俣良
12thシングル
13. Someday
作詞：hitomi / 作曲：渡辺善太郎 / 編曲：渡辺善太郎
13thシングル

### CD2
1. 君のとなり
作詞：hitomi / 作曲：hitomi / 編曲：吉俣良
14thシングル
2. WISH
作詞：hitomi / 作曲：長尾大 / 編曲：渡辺善太郎
14thシングルのc/w
3. MADE TO BE IN LOVE
作詞：hitomi / 作曲：hitomi & 長尾大 / 編曲：渡辺善太郎
14thシングルのc/w
4. there is...
作詞：hitomi / 作曲：長尾大 / 編曲：渡辺善太郎
15thシングル
5. 体温
作詞：hitomi / 作曲：渡辺善太郎 / 編曲：渡辺善太郎
16thシングル
6. LOVE 2000
作詞：hitomi / 作曲：鎌田雅人 / 編曲：渡辺善太郎
17thシングル
7. MARIA
作詞：hitomi・多胡邦夫 / 作曲：多胡邦夫 / 編曲：渡辺善太郎
18thシングル
8. キミにKISS
作詞：hitomi / 作曲：多胡邦夫 / 編曲：渡辺善太郎
19thシングル
9. INNER CHILD
作詞：hitomi / 作曲：鈴木秋則 / 編曲：渡辺善太郎
20thシングル
10. IS IT YOU?
作詞：hitomi / 作曲：森元康介 / 編曲：渡辺善太郎
21stシングル

### CD3
1. I am
作詞：hitomi / 作曲：北野正人 / 編曲：渡辺善太郎
22ndシングル
2. innocence
作詞：hitomi / 作曲：北野正人 / 編曲：渡辺善太郎
22ndシングル
3. SAMURAI DRIVE
作詞：小林亮三 / 作曲：CUNE / 編曲：渡辺善太郎
23rdシングル
4. Understanding
作詞：hitomi / 作曲：森元康介 / 編曲：Keiji Matsui
24thシングル
5. flow
作詞：hitomi / 作曲：鈴木秋則 / 編曲：渡辺善太郎
25thシングル
6. BLADE RUNNER
作詞：hitomi / 作曲：深見真帆 / 編曲：渡辺善太郎
25thシングル
7. ヒカリ
作詞：hitomi / 作曲：小幡英之 / 編曲：根岸孝旨
26thシングル
8. 心の旅人
作詞：hitomi / 作曲：北野正人 / 編曲：渡辺善太郎
27thシングル
9. SPEED☆STAR
作詞：hitomi & TRIPLANE / 作曲：hitomi & TRIPLANE / 編曲：根岸孝旨
27thシングル
10. Japanese girl
作詞：hitomi / 作曲：AVANT GARDE / 編曲：渡辺善太郎
28thシングル
11. Love Angel
作詞：hitomi / 作曲：AVANT GARDE / 編曲：渡辺善太郎
29thシングル
12. CRA"G"Y☆MAMA
作詞：hitomi / 作曲：AVANT GARDE / 編曲：渡辺善太郎
30thシングル
13. GO MY WAY
作詞：hitomi / 作曲：本間昭光 / 編曲：渡辺善太郎
31stシングル
14. アイ ノ コトバ
作詞：hitomi / 作曲：mo'doo- / 編曲：渡辺善太郎
32ndシングル

### DVD1
1. Let's Play Winter
2. WE ARE　"LONELY GIRL"
3. CANDY GIRL
4. GO TO THE TOP
5. Sexy
6. In the future
7. by myself
8. BUSY NOW
9. problem
10. PRETTY EYES
11. 空
12. Progress
13. Someday
14. WISH
15. there is...
16. 体温
17. LOVE 2000

### DVD2
1. MARIA
2. キミにKISS
3. INNER CHILD
4. IS IT YOU?
5. innocence
6. SAMURAI DRIVE
7. Understanding
8. flow
9. ヒカリ
10. 心の旅人
11. SPEED☆STAR
12. Japanese girl
13. Love Angel
14. CRA"G"Y☆MAMA
15. GO MY WAY
16. アイ ノ コトバ

### DVD3
「hitomi LIVE TOUR 2006 "LOVE CONCENT"」 Special Edit
1. アラビアン・ドリーミング
2. アイ ノ コトバ
3. プラスティック タイムマシーン
4. LOST emotion in DARKNESS
5. IS IT YOU?
6. so you
7. GO MY WAY
8. CANDY GIRL
9. LOVE 2000
10. Japanese girl
11. LOVE CONCENT